# Малий Лошинь
44°32′ пн. ш. 14°28′ сх. д. / 44.53° пн. ш. 14.46° сх. д.
Ма́лий Ло́шинь (хорв. Mali Lošinj, італ. Lussinpiccolo) — місто в Хорватії, найбільше місто острова Лошинь. Популярний курорт.

## Загальні відомості
Малий Лошинь розташований в глибині обширної бухти в центральній частині острова. Автомобільна дорога проходить від Велі-Лошиня з півдня через Малий Лошинь і веде на північ, у сторону острова Црес. Малий Лошинь зв'язаний поромними переправами з сусідніми островами Уніє і Сусак, містом Пула, а також пасажирською катамаранною лінією з Цресом і Рієкою.

## Історія

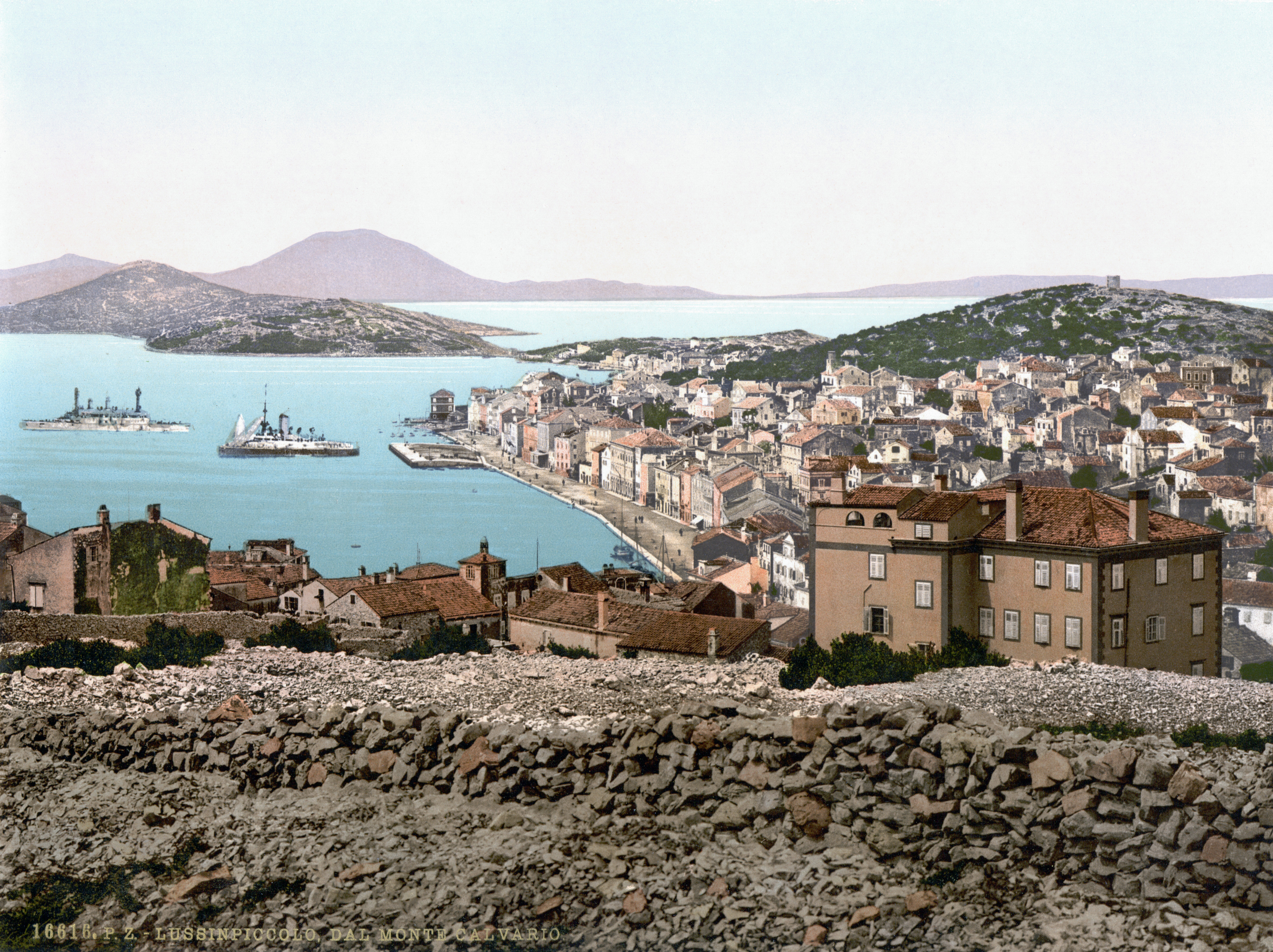
Малий Лошинь в 1900 році

Місто вперше згадано в 1398 під іменем Мало-Село. Зручне розташування в глибині великої и глибоководної бухти сприяло його сильному росту. В XIX ст. Малий Лошинь перетворився в один з найбільших суднобудівних центрів Адріатики, тут діяло 11 верфей. Водночас Малий Лошинь набуває популярності і як місце відпочинку, тут будується багато вілл австрійських аристократів. Після першої світової війни Лошинь став одним з трьох островів Адріатики (разом з Цресом і Ластово), які були передані Італії, інші стали частиною Королівства Сербів, Хорватів і Словенців, згодом Королівства Югославія. Після другої світової війни ввійшов в склад СФРЮ. З 1990 Малий Лошинь в складі незалежної Хорватії.

## Населення
Історично значний процент населення Лошиня складали італійці. Після входження Лошиня в склад СФРЮ більша їх частина покинула острів. ПЗа даними перепису 2001 року хорвати становили 83,14 % населення Малого Лошиня, італійці — 1,73 %, словенці — 0,55 %.
Населення громади за даними перепису 2011 року становило 8 116 осіб. Населення самого міста становило 6091 осіб.
Динаміка чисельності населення громади:
Динаміка чисельності населення міста:

## Населені пункти
Крім міста Малий Лошинь, до громади також входять:
- Белей
- Чунські
- Іловик
- Мале Сракане
- Нерезине
- Осор
- Пунта-Крижа
- Сусак
- Светий Яков
- Уніє
- Устрине
- Веле Сракане
- Велий Лошинь

## Клімат
Середня річна температура становить 15,68 °C, середня максимальна – 26,98 °C, а середня мінімальна – 4,05 °C. Середня річна кількість опадів – 901 мм.
| Клімат міста                                  | Клімат міста | Клімат міста | Клімат міста | Клімат міста | Клімат міста | Клімат міста | Клімат міста | Клімат міста | Клімат міста | Клімат міста | Клімат міста | Клімат міста | Клімат міста |
| Показник                                      | Січ.         | Лют.         | Бер.         | Квіт.        | Трав.        | Черв.        | Лип.         | Серп.        | Вер.         | Жовт.        | Лист.        | Груд.        |              |
| Середній максимум, °C                         | 11,54        | 11,45        | 14,13        | 16,80        | 22,06        | 26,31        | 26,98        | 26,82        | 22,38        | 18,76        | 14,34        | 11,24        |              |
| Середня температура, °C                       | 7,83         | 7,75         | 10,42        | 13,11        | 18,37        | 22,60        | 24,90        | 24,75        | 20,30        | 16,68        | 12,25        | 9,15         |              |
| Середній мінімум, °C                          | 4,15         | 4,05         | 6,72         | 9,42         | 14,68        | 18,92        | 22,82        | 22,66        | 18,22        | 14,60        | 10,18        | 7,09         |              |
| Норма опадів, мм                              | 77           | 63           | 62           | 65           | 59           | 61           | 34           | 58           | 98           | 114          | 117          | 93           |              |
| Середньомісячна швидкість вітру, м/с          | 3.12         | 3.28         | 3.35         | 3.16         | 2.82         | 2.64         | 2.62         | 2.61         | 2.76         | 3.02         | 3.48         | 3.37         |              |
| Середньомісячна сонячна радіація, кДж/м²·день | 4729         | 7560         | 11143        | 15898        | 20463        | 22373        | 23980        | 20640        | 15080        | 9645         | 5166         | 4021         |              |
| --------------------------------------------- | ------------ | ------------ | ------------ | ------------ | ------------ | ------------ | ------------ | ------------ | ------------ | ------------ | ------------ | ------------ | ------------ |
| Джерело:                                      |              |              |              |              |              |              |              |              |              |              |              |              |              |

## Відомі люди
- Вільгельм Габсбург (Василь Вишиваний) — український військовий діяч, політик, дипломат, поет, австрійський архікнязь (ерцгерцог), полковник Легіону Українських Січових Стрільців. Проживав тут у дитинстві.

## Пам'ятки

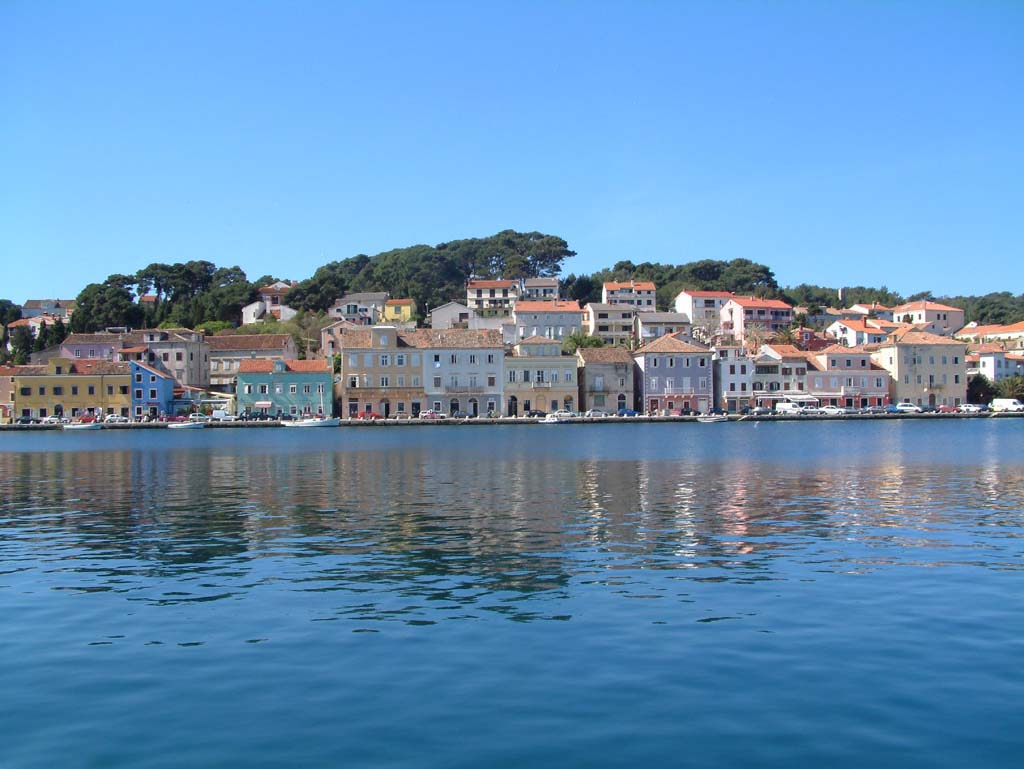
Вид на Малий Лошинь

- Церква Святого Мартина. Збудована в 1450 році, знаходиться на підвищенні над містом.
- Церква Святого Миколая (1857 рік).
- Кальварія на пагорбі поряд з містом .
- Вілли австрійських аристократів XIX ст.

## Цікаві факти
Малий Лошинь розвинувся та перевершує за числом жителів острів Велий (Великий) Лошинь майже в 7 разів (6091 осіб проти 901).
На честь міста названо астероїд 10415 Малий Лошинь.